# Stortjärnen (Piteå socken, Norrbotten, 728656-170718)
Stortjärnen är en sjö i Älvsbyns kommun i Norrbotten och ingår i Piteälvens huvudavrinningsområde. Sjön har en area på 0,153 kvadratkilometer och ligger 258 meter över havet. Sjön avvattnas av vattendraget Rudtjärnsbäcken.

## Delavrinningsområde
Stortjärnen ingår i det delavrinningsområde (728816-170699) som SMHI kallar för Mynnar i Vistån. Medelhöjden är 287 meter över havet och ytan är 18,98 kvadratkilometer. Räknas de 2 avrinningsområdena uppströms in blir den ackumulerade arean 54,64 kvadratkilometer. Rudtjärnsbäcken som avvattnar avrinningsområdet har biflödesordning 3, vilket innebär att vattnet flödar genom totalt 3 vattendrag innan det når havet efter 112 kilometer. Avrinningsområdet består mestadels av skog (77 procent) och sankmarker (16 procent). Avrinningsområdet har 0,19 kvadratkilometer vattenytor vilket ger det en sjöprocent på 1 procent.